# Фернандес, Рикард
Рикард Фернандес Лизарте (исп. Ricard Fernández Lizarte; 26 мая 1975) — испанский футболист, вратарь клуба «Унио Эспортива Санта-Колома».

## Биография
В 2001 году выступал за андоррский мини-футбольный клуб «Энкам» в Кубке УЕФА. Позже, играл за другой мини-футбольный клуб «Унио Эспортива Санта-Колома».
В 2002 году стал игроком футбольного клуба «Энкам». В еврокубках дебютировал в августе 2002 года двухматчевом противостоянии в рамках предварительного раунда Кубка УЕФА против питерского «Зенита». Андоррцы уступили по сумме двух игр со счётом (0:13). В июне 2003 года сыграл в двухматчевом противостоянии в рамках первого раунда Кубка Интертото против бельгийского «Льерса». По сумме двух игр андоррцы уступили со счётом (1:7). Таким образом, Фернандес Рикард сыграл во всех еврокубковых играх «Энкама».
Затем, Фернандес перешёл в «Санта-Колому». Сыграл в десяти играх в еврокубках. В сезоне 2009/10 был признан лучшим вратарём чемпионата Андорры и завоевал вместе с командой титул чемпиона Андорры. Следующий сезон вновь завершился для команды золотыми медалями чемпионата. В сезоне 2011/12 вместе с командой завоевал серебряные медали Примера Дивизио и стал победителем Кубка Андорры. Фернандес по итогам чемпионата был признан лучшим вратарём турнира, пропустив при этом 17 мячей.
Летом 2012 года подписал контракт с «Лузитансом». В стане команды провёл две игры в квалификациях Лиги чемпионов. В сентябре 2012 года сыграл против своего бывшего клуба, «Санта-Колома» в рамках Суперкубка Андорры и «Лузитанс» добыл победу со счётом (2:1). В сезоне 2012/13 вместе с командой стал чемпионом Андорры. В сезоне 2014/15 стал серебряным призёром чемпионата.
Летом 2015 года Фернандес перешёл в «Унио Эспортива Санта-Колома». Рикард в сезоне 2015/16 являлся вторым вратарём в команде, уступая в место в основе Ивану Перианесу. Фернандес провёл лишь три игры за сезон. В мае 2016 года стал обладателем Кубка Андорры, в финале турнира его клуб обыграл «Энгордань» (3:0). Дебют в еврокубках в составе команды состоялся в июле 2016 года в рамках выездной игры квалификации Лиги Европы против хорватской «Локомотивы». По сумме двух встреч команда уступила со счётом (2:7). В сентябре 2016 года в матче за Суперкубок Андорры «Унио Эспортива Санта-Колома» обыграла «Санта-Колому» с минимальным счётом (1:0).

## Достижения
«Санта-Колома»
- Чемпион Андорры (2): 2009/10, 2010/11
- Серебряный призёр чемпионата Андорры (1): 2011/12
- Обладатель Кубка Андорры (1): 2012
- Лучший вратарь чемпионата Андорры (2): 2009/10, 2011/12

«Лузитанс»
- Чемпион Андорры (1): 2012/13
- Серебряный призёр чемпионата Андорры (1): 2014/15
- Обладатель Суперкубка Андорры (1): 2012

«УЭ Санта-Колома»
- Обладатель Кубка Андорры (1): 2016
- Обладатель Суперкубок Андорры (1): 2016